# Эквадорская социалистическая партия
Эквадорская социалистическая партия (исп. Partido Socialista Ecuatoriano) — левая политическая партия Эквадора. Одна из старейших существующих партий страны (основана в 1931 году, но длительное время действовала нелегально). В настоящим виде существует с 2002 года как часть межпартийного объединения Социалистическая партия — Широкий фронт Эквадора (СП-ШФЭ, исп. Partido Socialista — Frente Amplio de Ecuador), в который помимо неё входят: Коммунистическая партия Эквадора, Народный комитет, Социалистическая революционная партия, Революционное движение левых христиан, Движение за единство левых и Движение за второе освобождение.
На выборах в парламент страны 20 октября 2002 года партия получила 1 место. Кандидат в президенты от СП-ШФЭ Леон Рольдос Агилера получил 15,5 % голосов избирателей (2002).
На президентских выборах 2006 года кандидатом от СП-ШФЭ был Рафаэль Корреа, получивший большинство голосов во втором туре.
Партия представлена также в региональном объединении политических партий — Постоянной конференции политических партий Латинской Америки (La Conferencia Permanente de Partidos Políticos de América Latina, COPPPAL).